# Valfar
Terje Bakken (3. rujna 1978. – 14. siječnja 2004.) poznatiji pod nazivom Valfar glavni je vokal i osnivač norveškog black metal-sastava Windir. 
Započinje karijeru kao projekt jedne osobe, ali je za potrebe sviranja na pozornici osnovao sastav, Windir. Tekstove pjesama Valfar je pjevao na zastarjelom norveškom jeziku koji se govorio za vrijeme vikinga.
14. siječnja 2004. Valfar je izišao iz kuće i išao je prema obiteljskoj kolibi. Ondje se nikada nije pojavio. Kad je shvatio da neće stići do obiteljske kolibe, pokušao se vratiti natrag, ali ga je snježna oluja u tomu spriječila. Umro je od podhlađenosti. Tijelo je nađeno tri dana poslije u dolini Sogndala.
Pokopan je u Stedje crkvi, Sogndal 27. siječnja 2004. godine. Njegovom smrću sastav Windir je raspušten.